# Перловская (платформа)
Перло́вская — остановочный пункт Ярославского направления Московской железной дороги в городе Мытищи одноимённого городского округа Московской области. Первый остановочный пункт вне Москвы на этом направлении.
Расположена в бывшем дачном посёлке Перловка, ныне современном микрорайоне массовой застройки города Мытищи. Время движения от Ярославского вокзала 23 минуты. Построена в 1898 году для обслуживания дачного посёлка, построенного чаеторговцем В. С. Пе́рловым на купленной у Удельного ведомства земле около железной дороги.

## Современное состояние
Состоит из трёх платформ: двух боковых и одной островной. Платформа в Москву сдвинута к северу относительно остальных. Платформы соединяются путепроводом, имеется подземный переход. III путь платформы не имеет. На боковых платформах имеются навесы. Оборудована турникетами.
В 2017 году была начата реконструкция, в ходе которой боковая платформа из Москвы была демонтирована, на её месте в 2018 году возведена новая. С 1 октября 2017 года по 30 апреля 2018 года для остановки поездов из Москвы использовалась островная платформа. С 1 мая 2018 года остановка электропоездов в область стала производиться на новой боковой платформе.

## Галерея

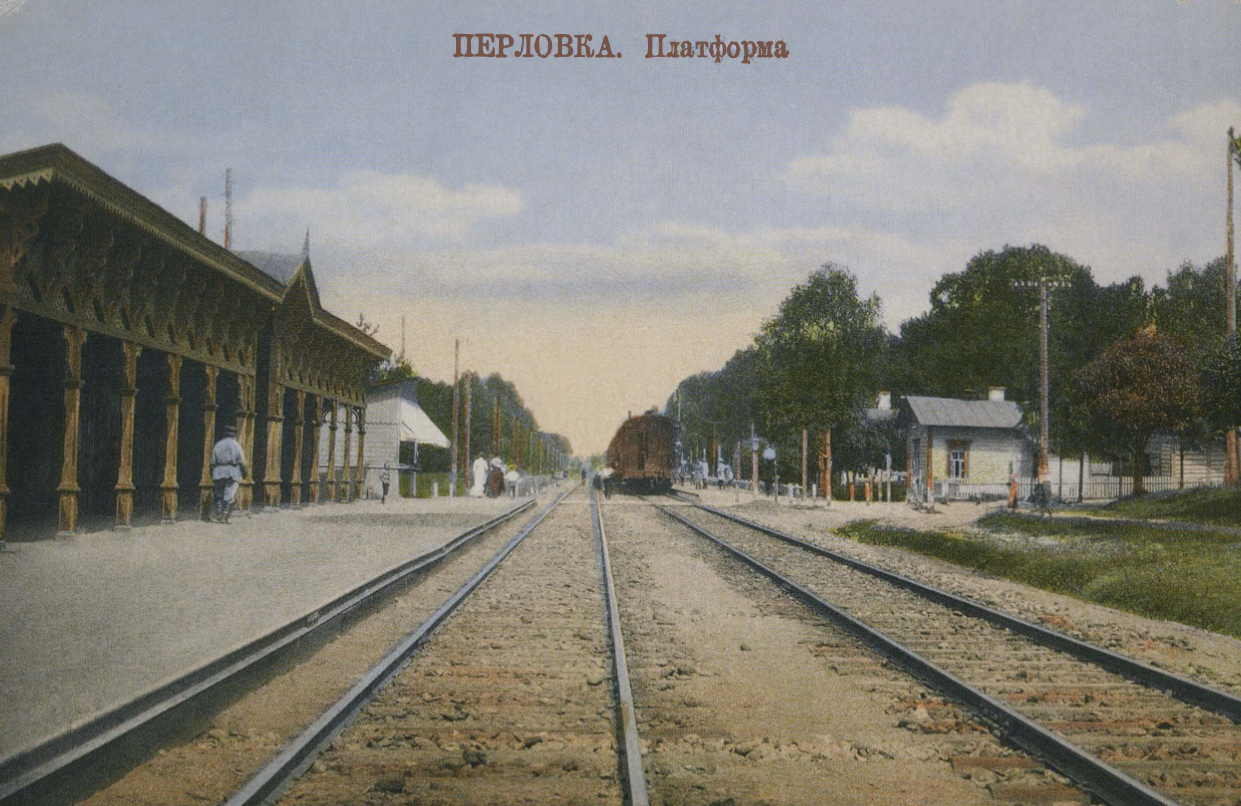
Платформа Перловская в 1912 году
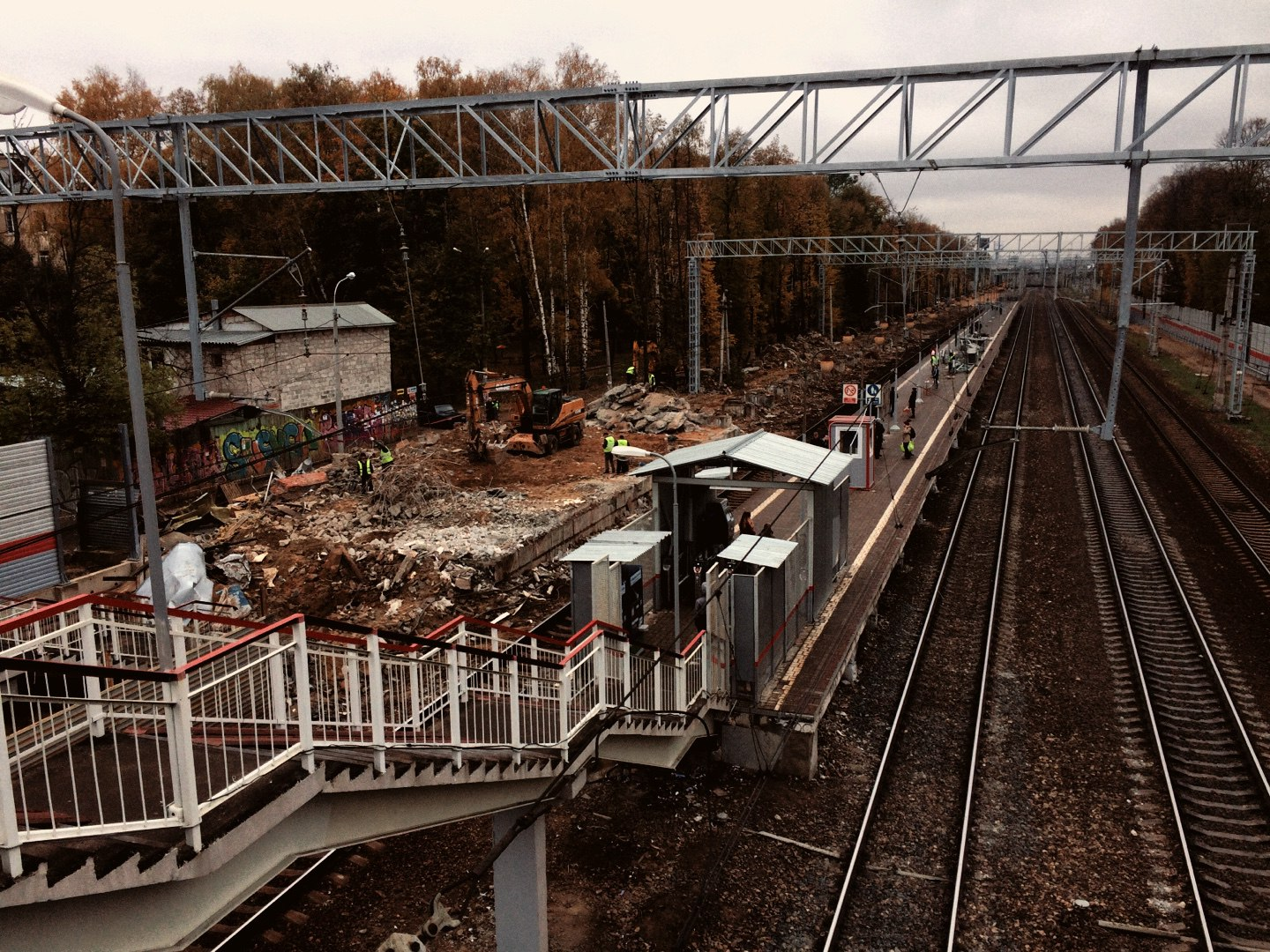
Вид с пешеходного путепровода в сторону Москвы. Октябрь 2017 года